# Monocelis gracilis
Monocelis gracilis är en plattmaskart som först beskrevs av Meixner 1938.  Monocelis gracilis ingår i släktet Monocelis och familjen Monocelididae. Inga underarter finns listade i Catalogue of Life.